# Crotalaria toamasinae
Crotalaria toamasinae là một loài thực vật có hoa trong họ Đậu. Loài này được M.Peltier miêu tả khoa học đầu tiên.